# Hans Alfred Nieper

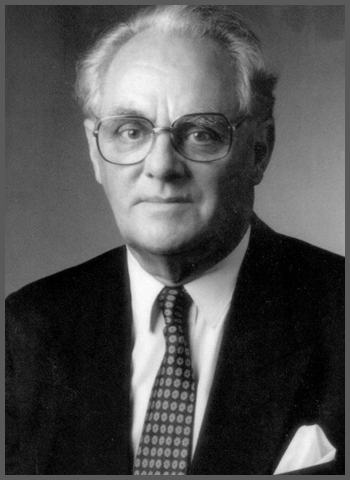
Hans Alfred Nieper

Hans Alfred Nieper (* 23. Mai 1928 in Hannover; † 21. Oktober 1998 Egerkingen) war ein deutscher Arzt, der die umstrittene Orthomolekulare Medizin propagierte. Er befasste sich außerdem grundlegend mit Substanzen, von denen er überzeugt war, dass sie Mineralstoffe für den Körper besser verfügbar machten, und die er Mineraltransporter nannte.

## Berufliches Wirken
Nieper war an der Johannes Gutenberg-Universität Mainz vor Abschluss seines Medizinstudiums an der Universität Hamburg tätig. Im Laufe seiner Karriere arbeitete er als Direktor der Abteilung für Medizin am privaten Silbersee Krankenhaus in Langenhagen.
Er war Leiter des Aschaffenburger Krankenhaus-Labors und ehemaliger Direktor der German Society for Medical Tumour Treatment und Präsident des alternativmedizinischen Vereins Deutsche Gesellschaft für Onkologie e. V. Nieper war Vereinsvorsitzender der Deutschen Vereinigung für Schwerkraft und Feldenergie, die sich thematisch mit der Umsetzung des Perpetuum Mobile und der Nutzbarmachung der Freien Energie befasste.
Seine positive Einstellung zum Laetril bei der angeblichen Behandlung von Krebs hat sich über die Jahre modifiziert, nicht zuletzt im Rahmen seiner Zusammenarbeit mit den Biochemikern Dean Burk und Ernst T. Krebs jr. Wie Letztere war auch Nieper ein ausgesprochener Gegner der Fluoridanwendung zur Kariesprophylaxe.

## Publikationen (Auswahl)
- Revolution in Medizin und Gesundheit. MIT-Verlag, 1998, ISBN 3-9251-8818-5
- raum & zeit special, Bd. 2: Der steuerbegünstigte Lungenkrebs. Ehlers, 1998, ISBN 3-9801-7611-8
- Robert C. Atkins (Autor), Hans A. Nieper (Einleitung), Ulla Schuler (Übersetzer): Dr. Atkins’ Gesundheitsrevolution. Länger und gesünder leben mit der komplementären Medizin. Ariston Verlag, Genf/München 1989, ISBN 3-7205-1571-0
- (mit Arthur D. Alexander, III): The Curious Man. The Life and Works of Dr. Hans Nieper. Avery Publishing Group, New York 1999
- Ralph Moss (Autor), Hans A. Nieper (Geleitwort): Fragwürdige Chemotherapie. Entscheidungshilfen für die Krebsbehandlung. Haug Verlag, Heidelberg 1997